# Schlacht um Magdala
Die Schlacht um Magdala fand am 13. April 1868 statt und war der Schlusspunkt der britischen Äthiopienexpedition von 1867/68. Nach einer mehrstündigen Beschießung stürmten britische Truppen die Bergfestung, in der sich der äthiopische Herrscher Tewodros II. verschanzt hatte. Bereits nach rund 15 Minuten waren die Kampfhandlungen beendet; Tewodros II. beging Suizid, um nicht in Gefangenschaft zu geraten.

## Ausgangslage
1855 hatte das britische Foreign Office seinen Konsul in Massaua zu Tewodros II. geschickt, um mit diesem einen Freundschafts- und Handelsvertrag abzuschließen, an dem Großbritannien auch deswegen interessiert war, weil es die Region um das Horn von Afrika und das Rote Meer als strategisch wichtig für die Sicherung des Seeweges nach Indien ansah. Dem diplomatischen Geschick des britischen Konsuls war es zu verdanken, dass es schon bald zur Aufnahme freundschaftlicher Beziehungen zwischen ihm und dem äthiopischen negusa nagast (dt.: „König der Könige“) kam. Vom Wohlwollen, das Tewodros II. dem britischen Konsul entgegengebracht hatte, profitierte nach dessen Ableben auch sein 1862 am herrscherlichen Hof eintreffender Nachfolger Charles Duncan Cameron.
Ihm überreichte Tewodros II. am 29. Oktober 1862 einen an die britische Königin gerichteten Brief, in dem er diese um Hilfe in seinem Kampf gegen den Islam und die „Türken“ (gemeint waren mit diesem Ausdruck die Ägypter) bat. Mit diesem Schreiben verband Tewodros II., der innenpolitisch mit einer zunehmend größer werdenden Anzahl von Gegnern konfrontiert war, auch die Hoffnung, durch technische Hilfe aus Großbritannien sein Land modernisieren und sein Prestige wieder heben zu können. Die ausbleibende Antwort auf seinen Brief und eine Reise Camerons ins Grenzgebiet zum Sudan, der von seinem „Todfeind“ Ägypten beherrscht wurde, sorgten nicht nur für Misstrauen, sondern auch für zunehmende Verbitterung bei Tewodros. Sein Zorn entlud sich schließlich am anglikanischen Missionar Henry Aaron Stern, der gute Beziehungen zu Abuna Salama unterhielt, dem Patriarchen der Äthiopisch-Orthodoxen Kirche und zugleich einem der Hauptwidersacher des negusa nagast. 1863 wurde Stern auf Tewodros’ Befehl hin ausgepeitscht und in Ketten gelegt. Als Großbritannien daraufhin Konsul Cameron abberief und nach Massaua zurückbeorderte, reagierte Tewodros im Januar 1864 kurzerhand mit der Verhaftung des Konsuls, den er in Ketten legen und mit weiteren Europäern, die nach und nach in seine Hände fielen, in die Festung Magdala bringen ließ.
Es folgte nun ein langes diplomatischen Tauziehen zwischen Großbritannien und Tewodros, das letztlich nicht nur ergebnislos blieb, sondern auch dazu führte, dass Tewodros die zu den Verhandlungen an seinen Hof entsandten britischen Unterhändler ebenfalls in Geiselhaft nahm. Das Agieren des äthiopischen Herrschers stellte aus britischer Sicht einen eklatanten Bruch des damals geltenden Völkerrechts dar und wurde nicht zuletzt aufgrund entsprechender Berichte der britischen Presse von einer zunehmend größer werdenden Öffentlichkeit als eine Demütigung des Empire durch einen „viertrangigen einheimischen Potentaten“, der überdies als ein unberechenbarer „Wilder“ galt, angesehen. Am 13. August 1867 entschied sich die britische Regierung daher für eine gewaltsame Beendigung des Geiseldramas durch Entsendung einer Strafexpedition, welche die Geiseln befreien und das (vermeintlich) angeschlagene Ansehen Großbritanniens in der Welt wiederherstellen sollte.

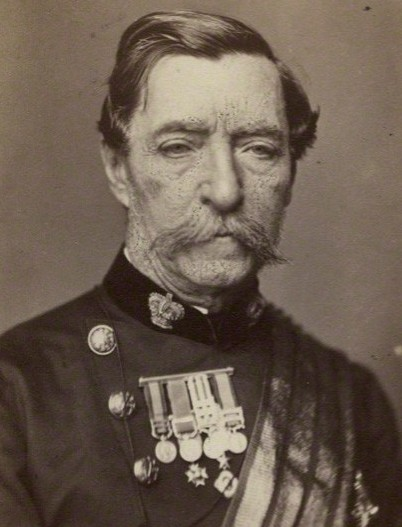
Robert Cornelis Napier, 1. Baron Napier von Magdala

Zu diesem Zweck wurde von Indien aus eine von Robert Cornelis Napier kommandierte Streitmacht, die zusammen mit dem logistischen und sonstigen Personal mehr als 60.000 Mann umfasste, nach Äthiopien entsandt. Ende Januar 1868 begann der britische Vormarsch auf Magdala, wohin sich der innenpolitisch mittlerweile völlig isolierte Tewodros zurückgezogen hatte. Am 9. April befand sich das britische Expeditionskorps unweit der Bergfestung. Auf seinem Vormarsch war es keinerlei Widerstand begegnet und von einheimischen Fürsten wie Kassa(i) Mercha, die in Opposition zu Tewodros standen, sogar unterstützt worden. Nachdem am 10. April Tewodros’ einziger Versuch, die Lage militärisch zu seinen Gunsten zu entscheiden, in der Schlacht bei Aroge mit einer empfindlichen Niederlage geendet hatte, entschloss er sich buchstäblich in letzter Minute zu einem Einlenken, ließ alle seine Geiseln frei und sandte eine „Friedensgabe“ in Form einer Viehherde ins britische Lager.
Entgegen Tewodros’ Erwartungen sandte der britische Oberkommandierende die „Friedensgabe“ wieder zurück und forderte darüber hinaus die bedingungslose Unterwerfung des äthiopischen Herrschers, dem er dafür Sicherheit für sein Leben und das seiner Familie garantierte. Tewodros’ Herrscherstolz schloss allerdings eine Kapitulation vor den Briten aus und, nachdem auch sein Versuch, Magdala heimlich zu verlassen, gescheitert war, entließ er den Großteil seiner Armee und bereitete sich mit den wenigen ihm verbliebenen und absolut loyal zu ihm stehenden Anhängern auf den nun unvermeidlich gewordenen Sturmangriff der Briten vor.

## Ablauf

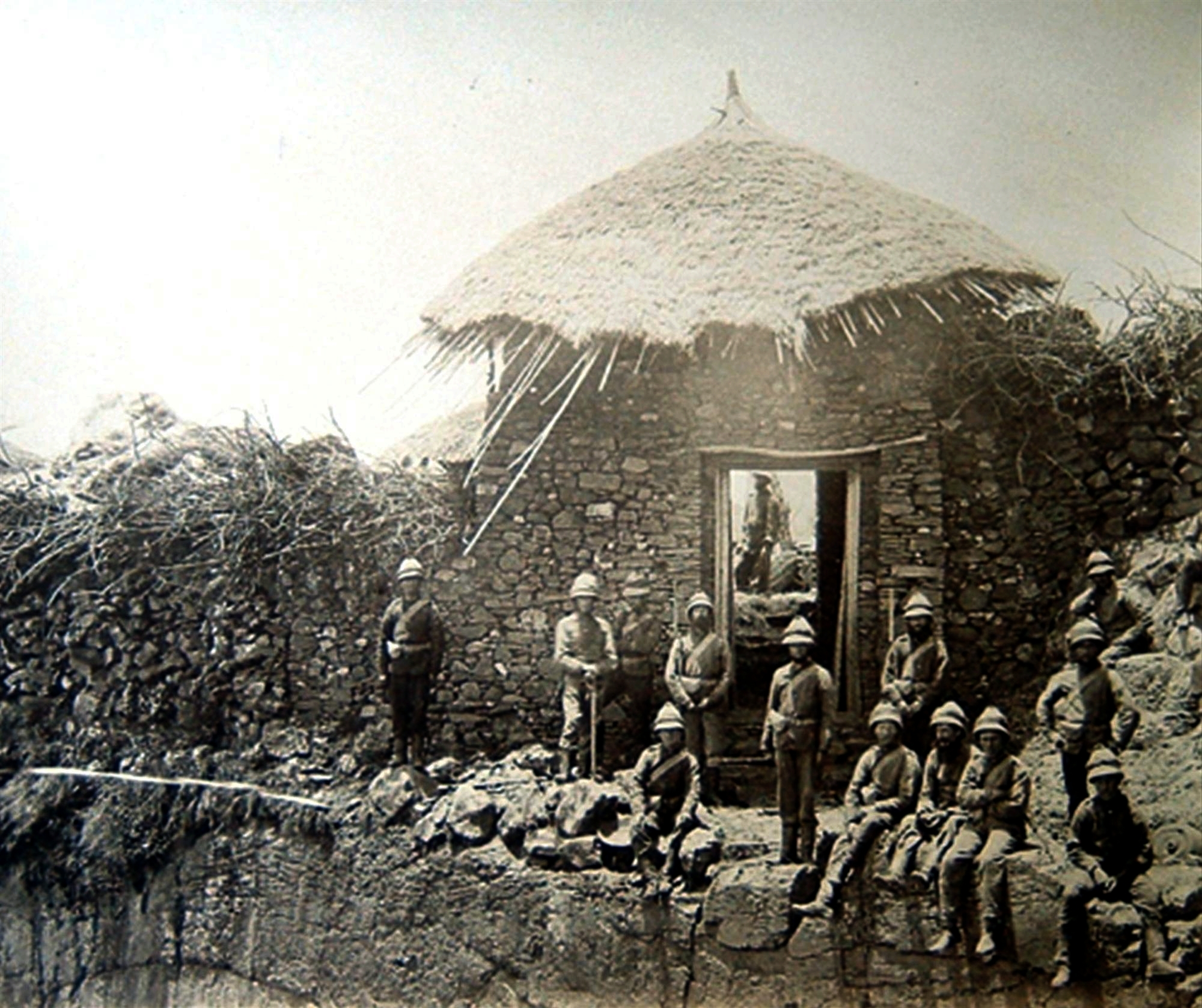
Britische Soldaten präsentieren sich am Kafi-Bur-Tor dem Fotografen

Der britische Sturm auf die Festung Magdala begann am 13. April 1868, einem Ostermontag, gegen 9:00 Uhr mit einem mehrstündigen Beschuss durch britische Artillerie und Raketen der Naval Brigade, wobei allein von letzterer rund 200 Raketen abgefeuert wurden. Etwa 20 äthiopische Krieger und Zivilisten fielen diesem Bombardement zum Opfer, 120 weitere wurden zum Teil schwer verwundet.
Um 16:00 Uhr, nach einem rund einstündigen Aufstieg zur Festung, begannen die aus Angehörigen des 4th Regiment of Foot und des 33rd (Duke of Wellington’s) Regiment of Foot bestehenden Sturmtruppen mit dem eigentlichen Sturmangriff. Beim Kafi-Bur-Tor, das den Zugang zur Festung sicherte, regte sich äthiopischer Widerstand. Da keine Sprengmittel zur Hand waren, wurde das Tor von den Briten mit Brecheisen aufgestoßen, doch stellte sich anschließend heraus, dass der Weg hinter dem Tor nahezu unpassierbar war, weil er bis zu einer Höhe von 12 Fuß mit Steinen aufgefüllt war. Weil die äthiopischen Torwachen ein beständiges Feuer auf die britischen Soldaten unterhalten hatten, die mit dem Aufbrechen des Tores beschäftigt waren, entfiel auf diese kurze Episode des Sturms auf Magdala mit neun Mann auch ein Großteil der britischen Verwundeten. Der Kampf an dieser Stelle hatte sich jedoch rasch seinem Ende genähert, nachdem Soldaten des 33rd Regiment of Foot eine Stelle entdeckt hatten, wo die Festungsmauern mit einer Sturmleiter überwunden werden konnten und sie anschließend den Torwachen in die Flanken gefallen waren.

Der Leichnam Tewodros nach der Einnahme von Magdala

Die britischen Soldaten setzten den äthiopischen Verteidigern des Tores, die sich entlang von Felsblöcken und Baracken auf einen zweiten schmalen Torweg zurückzogen, rasch nach und erreichten so bald den Gipfel der Festung, auf dem die britische Flagge gehisst wurde. Nun ergaben sich auch die letzten äthiopischen Verteidiger. Tewodros drängte angesichts der hoffnungslosen Situation die letzten seiner Getreuen zur Flucht und tötete sich anschließend durch einen Pistolenschuss in den Mund. Britischerseits hatte der Sturm auf die Festung Magdala insgesamt 15 leicht und schwer Verletzte, äthiopischerseits aber 45 Tote gefordert.
Unter den Befreiten befanden sich auch zahlreiche Abessinier. Den Engländern fielen beide Frauen und der Sohn des Kaisers Theodor in die Hände. Die erste mit Namen Durenesch, mit der er drei Kinder hatte, von denen nur der älteste, 7-jährige Sohn, namens Alamayo noch lebte. Die zweite Frau Tamena war die frühere Witwe eines Uedjo-Chefs und fiel mit ihren zwei Kindern aus erster Ehe ebenfalls in die Hände der Engländer, des Weiteren noch viele Angehörige der Oberschicht Abessiniens.

## Folgen
Tewodros’ Freitod hatte die Briten zwar des Triumphes beraubt, ihn lebend zu fangen, doch waren die Ziele der Strafexpedition dennoch vollständig erreicht worden. Das Ansehen Großbritanniens konnte als wieder hergestellt gelten und die überaus sorgfältige Planung und professionelle Abwicklung des Unternehmens hinterließ bei den Militärbeobachtern anderer Staaten, welche die Expedition begleiten durften, einen gewaltigen Eindruck.
Der Afrikaforscher Gerhard Rohlfs, der als preußischer Beobachter teilnahm und seine Erlebnisse literarisch veröffentlichte, bemerkt, dass dem Unternehmen ungeheure Geldmengen zur Verfügung standen, um den Bedarf an Lebensmitteln durch die abessinische Bevölkerung zu decken. Plünderungen unter der Bevölkerung fanden augenscheinlich nicht statt. Das Handeln Napiers wird von ihm erst zögerlich, dann unter der Gefahr der beginnenden Regenzeit als überhastet empfunden.
Das britische Expeditionskorps begann kurz nach der Einnahme Magdalas mit den Vorbereitungen für einen raschen Rückzug zur Küste des Roten Meeres. Zuvor aber wurde Magdala gründlich geplündert, wobei von den Briten zahlreiche und zum Teil überaus wertvolle äthiopische Kulturgüter als Kriegsbeute außer Landes geschafft wurden. Nicht wenige dieser Objekte befinden sich heute noch in Großbritannien. 1999 wurde daher die Organisation AFROMET (Akronym für Association For the Return Of the Magdala Ethiopian Treasures) gegründet, die seitdem um die Restitution dieser Kulturgüter kämpft.
Auch die Plünderung Magdalas wird durch Gerhard Rohlfs kritisch gesehen. So wird bemerkt, dass der deutschen Geisel Eduard Zander die persönlichen Geschenke, welcher dieser von Theodor erhalten hatte, ebenfalls beschlagnahmt und versteigert wurden. Allerdings erhielt er später den Wert in Geld ersetzt. Das persönliche Handeln Napiers wird jedoch als untadelig bezeichnet.

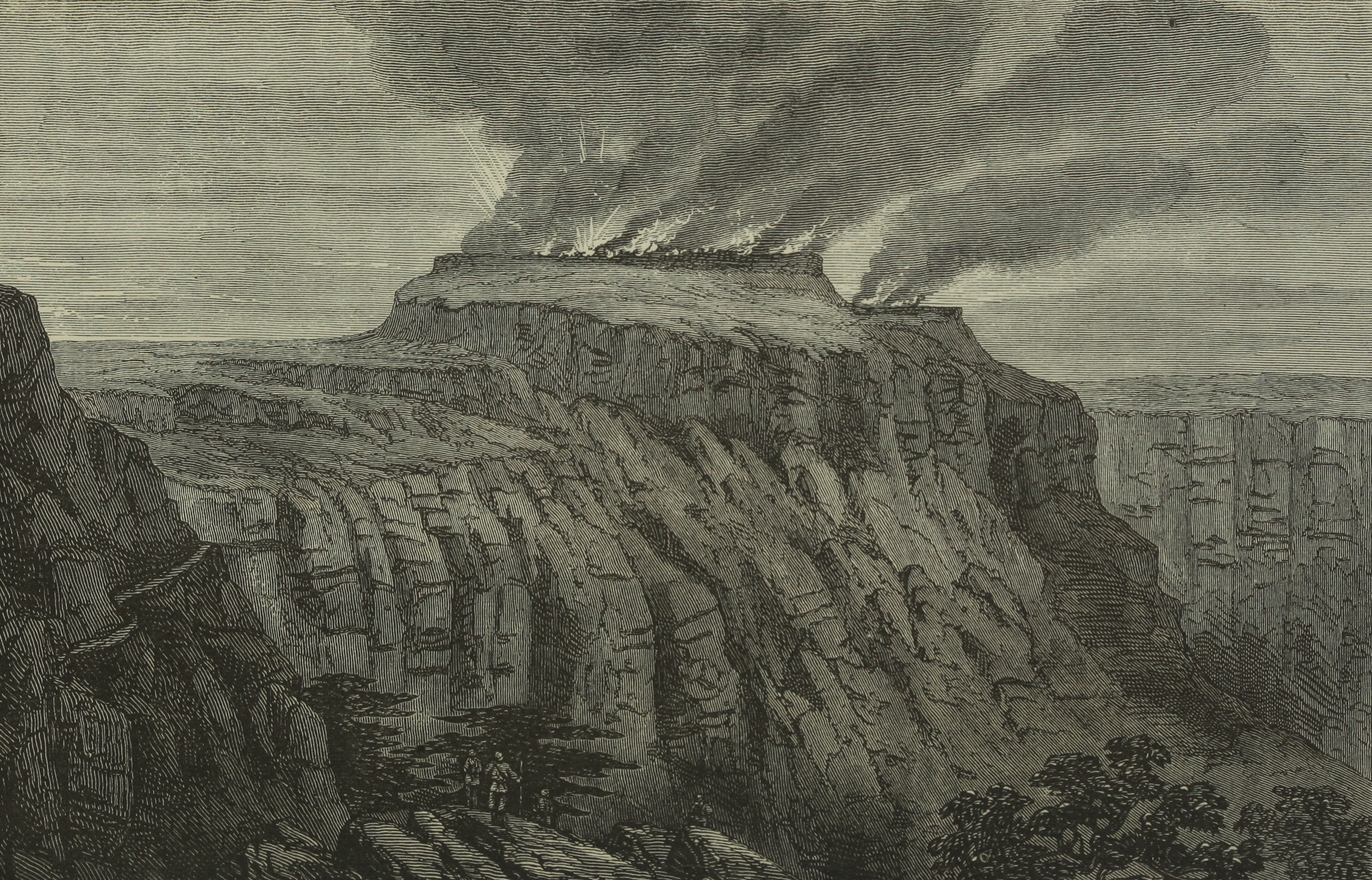
Darstellung der brennenden Festung von Magdala

Die Festungsanlagen und die in der Festung vorgefundenen Waffen und Munitionsvorräte wurden vor ihrem Abzug am 17. April von den Briten vollständig zerstört. Nachdem sämtliche der 37 äthiopischen Geschütze vernichtet worden waren, wurden die Festungsmauern und Tore systematisch gesprengt und die Gebäude, bei denen es sich zumeist um Hütten aus leicht brennbaren Materialien handelte, in Brand gesetzt. Dem rasch um sich greifenden Feuer fiel auch die Kirche Magdalas zum Opfer, die eigentlich hätte verschont werden sollen.
Den heimkehrenden Truppen und ihrem Oberkommandierenden wurde in Großbritannien ein triumphaler Empfang bereitet. Napier wurde für den Erfolg in diesem Feldzug mit dem Titel eines Baron Napier of Magdala und dem Bathorden ausgezeichnet, anderen Truppenangehörigen, die sich ausgezeichnet hatten, wurde die Abyssinian War Medal verliehen. Jene beiden Männer des 33rd Regiment of Foot, Private James Bergin und Drummer Michael Magner (auch bekannt als Barry), die als erste die Hindernisse hinter dem  Kafi-Bur-Tor überwunden und den Nahkampf mit den Verteidigern des Tores aufgenommen hatten, erhielten das Victoria-Kreuz verliehen. Die beiden waren die einzigen, die im Zuge der britischen Äthiopienexpedition mit dieser höchsten Auszeichnung für überragende Tapferkeit im Angesicht des Feindes bedacht worden waren.
In Äthiopien selbst setzten sich die Machtkämpfe zwischen den einzelnen Teilfürsten, die bereits vor Tewodros’ Tod eingesetzt hatten, und bei denen es letztlich auch um seine Nachfolge ging, unvermindert fort. Diese und die nachfolgenden Ereignisse verhinderten lange Zeit auch die Ausbildung einer Erinnerungskultur. Heute jedoch gilt er vielen Äthiopiern als „Nationalheld und sein Kampf gegen die Briten in Magdala als heroischer Akt antikolonialen Widerstands.“